# Cantonul Pontivy
Cantonul Pontivy este un canton din arondismentul Pontivy, departamentul Morbihan, regiunea Bretania, Franța.

## Comune
- Croixanvec
- Gueltas
- Guern
- Kerfourn
- Noyal-Pontivy
- Pontivy (reședință)
- Saint-Gérand
- Saint-Gonnery
- Saint-Thuriau
- Le Sourn